# Nipponanthemum nipponicum
Nipponanthemum nipponicum là một loài thực vật có hoa trong họ Cúc. Loài này được (Franch. ex Maxim.) Kitam. mô tả khoa học đầu tiên năm 1978.